# Cəfər Cabbarlı
Cəfər Cabbarlı – jedna ze stacji metra w Baku na linii 2. Została otwarta 27 października 1993.